# Moosrose
Die Moos-Rose, Rosa × centifolia ‚Muscosa‘, ist eine Mutation der Zentifolie Rosa x centifolia L. Die Moosrosen gehören zu den Alten Rosen.

## Geschichte
Frühe Quellen deuten darauf hin, dass die Moosrose 1696 im südfranzösischen Carcassonne bereits seit einem halben Jahrhundert bekannt war. 1724 wurde sie zum ersten Mal in England erwähnt. Eine besondere Beliebtheit erlebte sie im 19. Jahrhundert, als zahlreiche Sorten durch Züchtung entstanden.
In früheren Zeiten oft in traditionellen Bauerngärten gepflanzt, findet man sie heute etwas seltener in den Gärten. Von der einstigen Beliebtheit der Moos-Rosen zeugen noch gemalte Abbildungen auf altem Porzellan.

## Aussehen

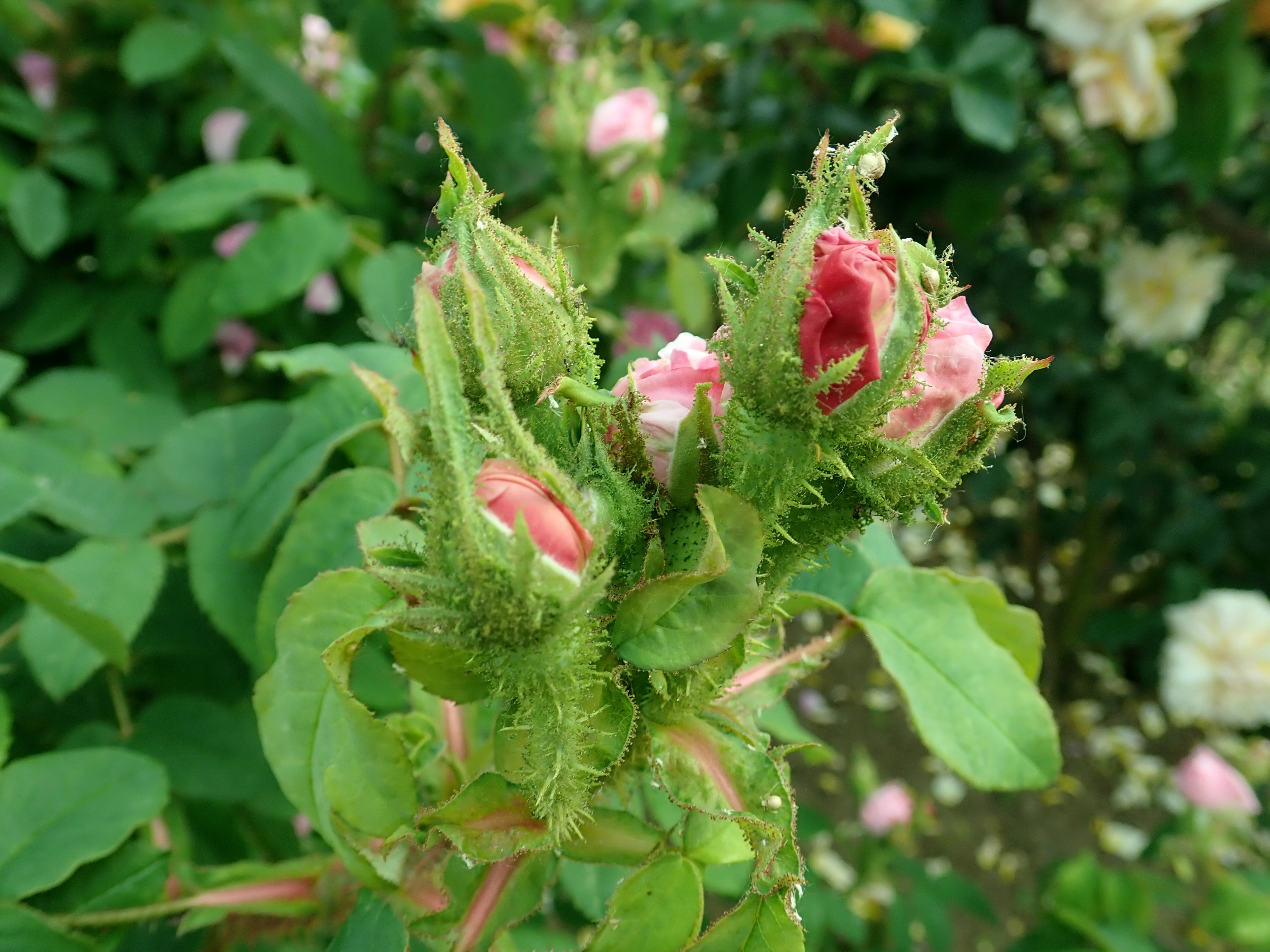
Bemooste Knospen der Sorte 'Princesse de Vaudémont'

Die moosartige Hülle der Zweige und Kelche, vor allem der sich öffnenden Knospe, macht für Liebhaber den besonderen Reiz dieser Rose aus. Das sich klebrig anfühlende Harz duftet sehr würzig, wenn man Blätter und Stiele zwischen den Fingern zerreibt.
Ansonsten ähnelt die Rosa × centifolia muscosa in Form, Duft und Farbe der Mutterpflanze 'Rosa centifolia' (oder 'Kohlrose'), hat jedoch etwas kleinere Blüten. Die ursprüngliche und häufigste Farbe vieler Moosrosen ist Rosa, bei den vielen auch heute noch existierenden Züchtungen reicht das Farbspektrum insgesamt jedoch von Weiß über Rosarot bis Purpur, ganz selten auch Rot.
Die meisten Moosrosen sind wie alle alten Rosen einmalblühend (Juni–Juli).
Moos-Rosen lassen sich mit ihrem auseinanderfallenden Wuchs gut als Solitär in den Rasen pflanzen oder im Hintergrund einer Rabatte ziehen. Bei fruchtbarem Boden und luftigem Standort werden Moos-Rosen selten mehltauanfällig; sie neigen z. T. zu Sternrußtau. Einige Moosrosen sind regenempfindlich und neigen zu Mumienbildung; doch gelegentlicher schwerer Regen schadet ihnen nicht. Man muss fast alle Sorten aufbinden und die langen Triebe unterstützen. Der Schnitt richtet sich wie üblich danach, ob einmalblühend oder remontierend. Einige Sorten sind durchaus auch für kleinere Gärten geeignet, manche sogar für eine Kübelbepflanzung.

## Sorten

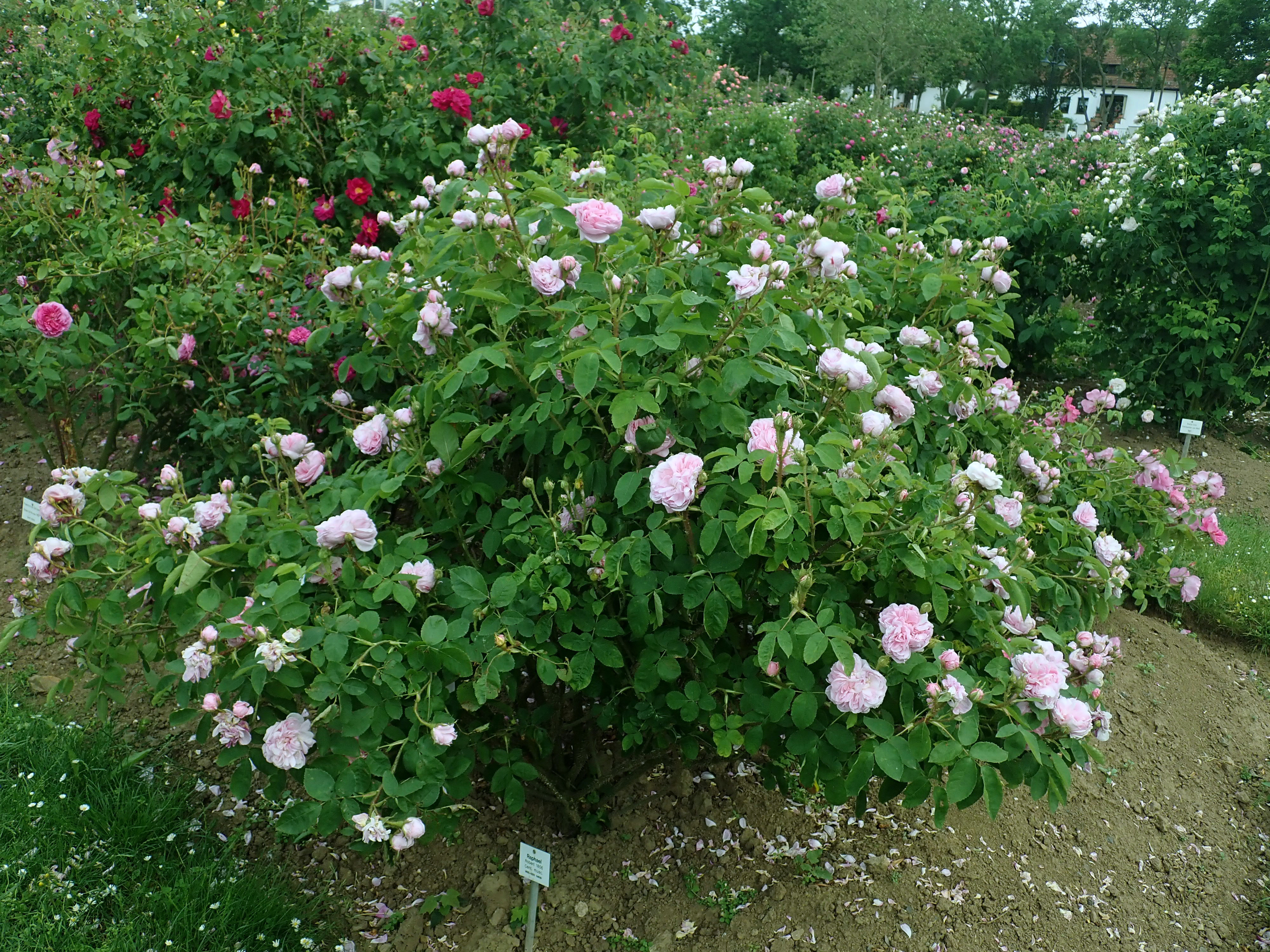
'Raphael' (Rosarium Sangerhausen)

Die wahrscheinlich älteste Moosrose ist die rosafarbene Rosa × centifolia muscosa oder Rosa muscosa communis, die seit etwa 1696 nachgewiesen ist und auch unter anderen Namen bekannt ist, darunter 'Old Pink Moss', 'Mousseau Ancien', 'Mousseuse à fleurs doubles' oder 'Cent-feuilles mousseux'. 

Die Rosa × centifolia muscosa alba ist ein weißer Sport dieser alten Moosrose, der 1788 von Shailer entdeckt wurde. Laut Austin sind andere bekannte Namen für diese Rose: 'Shailer’s White Moss', 'White Bath' oder 'Clifton Rose'. Andere meinen, dass die 'White Bath' oder 'Clifton'-Moosrose nicht mit 'Shailer's Moss' identisch sei, sondern erst 1818 entstand.

Die meisten anderen Sorten wurden in der Mitte des 19. Jahrhunderts gezüchtet.
- Rosa × centifolia muscosa (auch Rosa muscosa communis, 'Old Pink Moss' u. a.), um 1696, rosa, sehr winterhart;
- Rosa × centifolia muscosa alba (auch 'Shailer’s White Moss', 'White Bath' oder 'Clifton Rose'), 1788, rosa;
- 'A Longs Pédoncules', Moreau-Robert, Frankreich 1854, pink
- 'Alfred de Dalmas' (oder 'Mousseline'), Frankreich 1855, weiß mit einem Hauch cremerosa, duftend;
- 'Catherine de Württemberg', 1843, lila-rosa;
- 'Comtesse de Murinais', Vibert, Frankreich 1843, weiß mit einem Hauch rosé;
- 'Docteur Marjolin', Robert & Moreau, Frankreich 1860, warmes Dunkelrosa, außen heller;
- 'Etna', Vibert, Frankreich 1845, rot;
- 'Eugénie Guinoisseau', Bertrand Guinoisseau, Frankreich 1864, kirschrot bis violettpurpur, sehr winterhart;
- 'Général Kléber', Moreau-Robert, Frankreich 1856, zartrosa;
- 'Henri Martin' (auch: 'Red Moss'), Verdier, Frankreich 1861, erst karmesin-, dann purpurrot;
- 'Jeanne de Montfort', Robert, Frankreich 1851, weiches zartrosa;
- 'Madame Edouard Ory', Robert, Frankreich 1854, zartrosa;
- 'Maréchal Davoust', Robert, Frankreich 1853, kräftig rosa, außen heller;
- 'Mousseux Ancien', Vibert, Frankreich, 1825, lilarosa, stark duftend;
- 'Muscosa Rubra', unbekannt, purpurrot;
- 'Nuits de Young', Laffay, Frankreich 1845, purpurfarben, dunkelste Moosrose;
- 'Princesse de Vaudémont', Robert, Frankreich 1854, rosé, üppige Blüte, Knospe mit rotem Rand;
- 'Raphael', Robert, Frankreich 1856, hell bis zart-rosé;
- 'Rotrou', Vibert, Frankreich 1848, zartes lilarosa;
- 'William Lobb', 1855, purpurrot;
- 'Zoé', Vibert, Frankreich 1830, rosa;

## Galerie

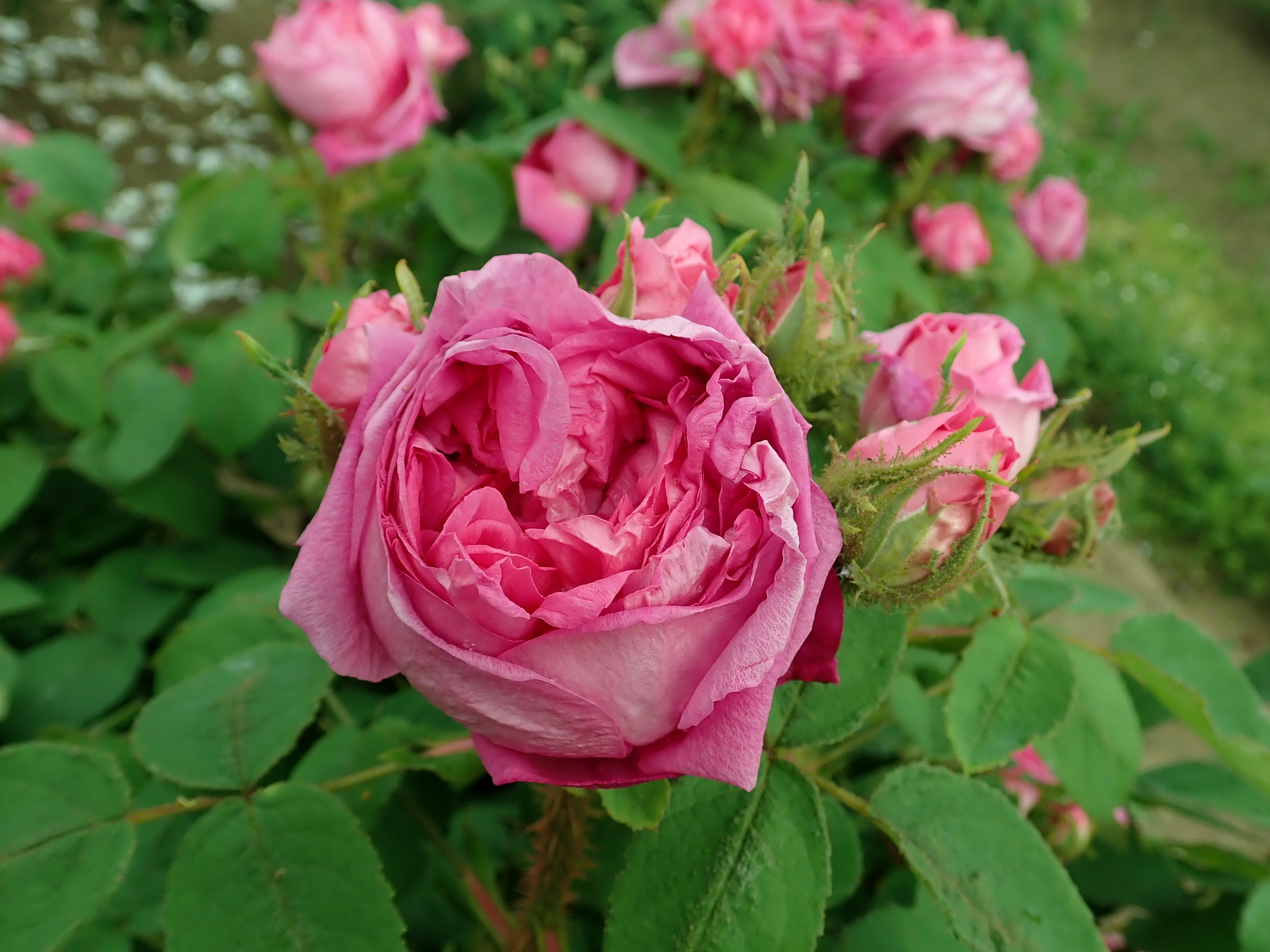
'Docteur Marjolin'
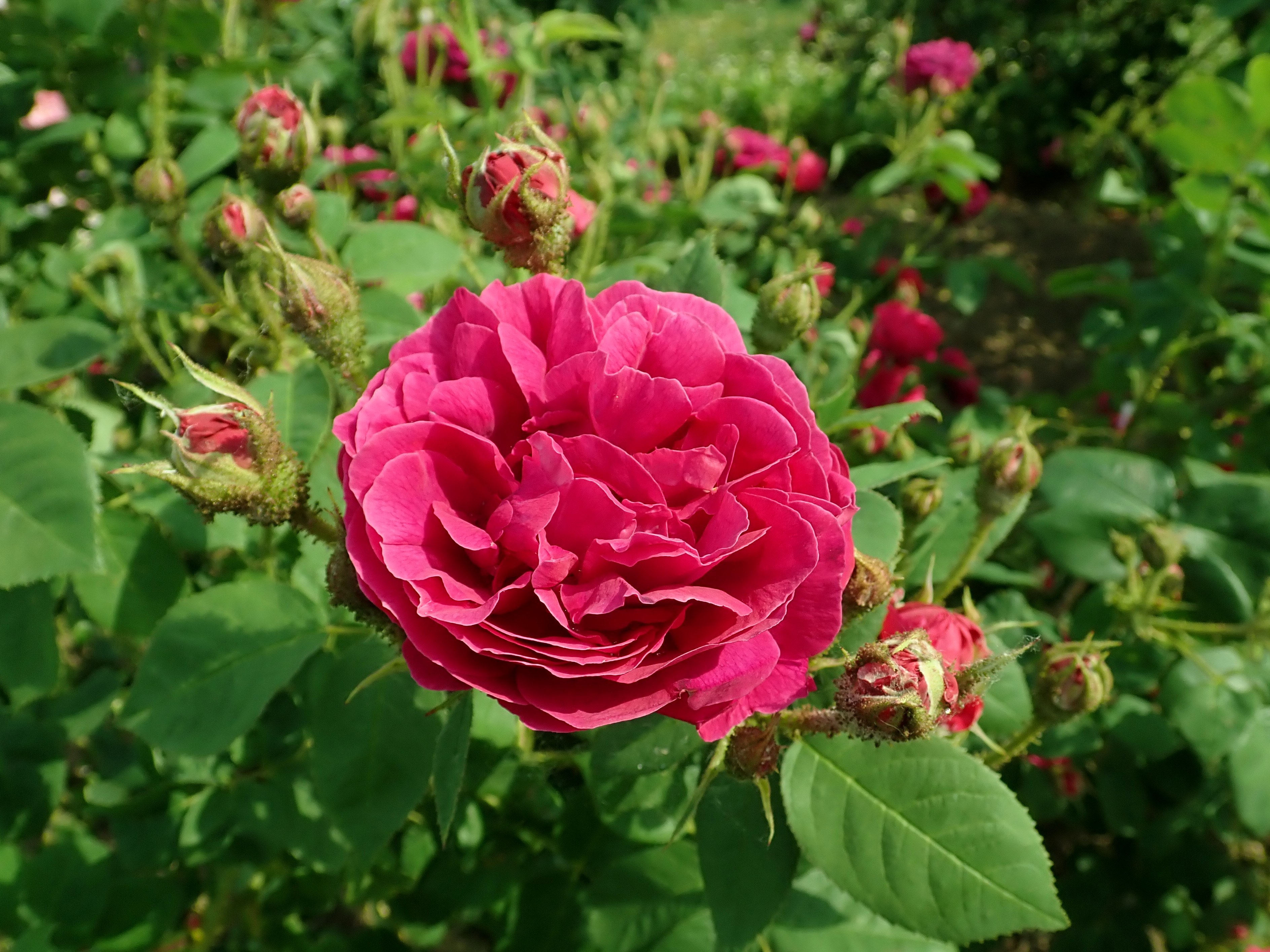
'Etna'
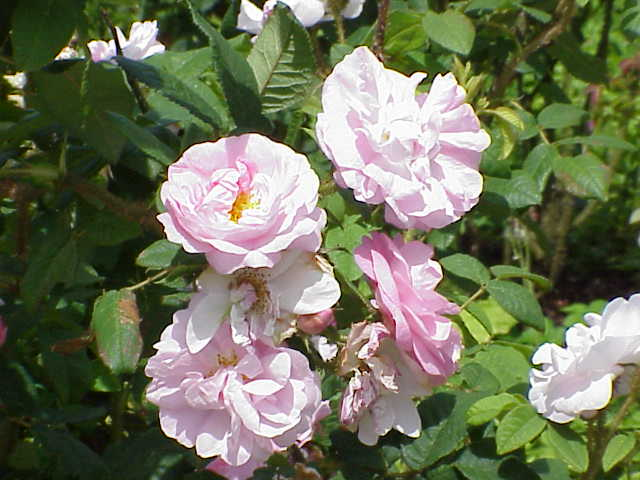
'Général Kléber'
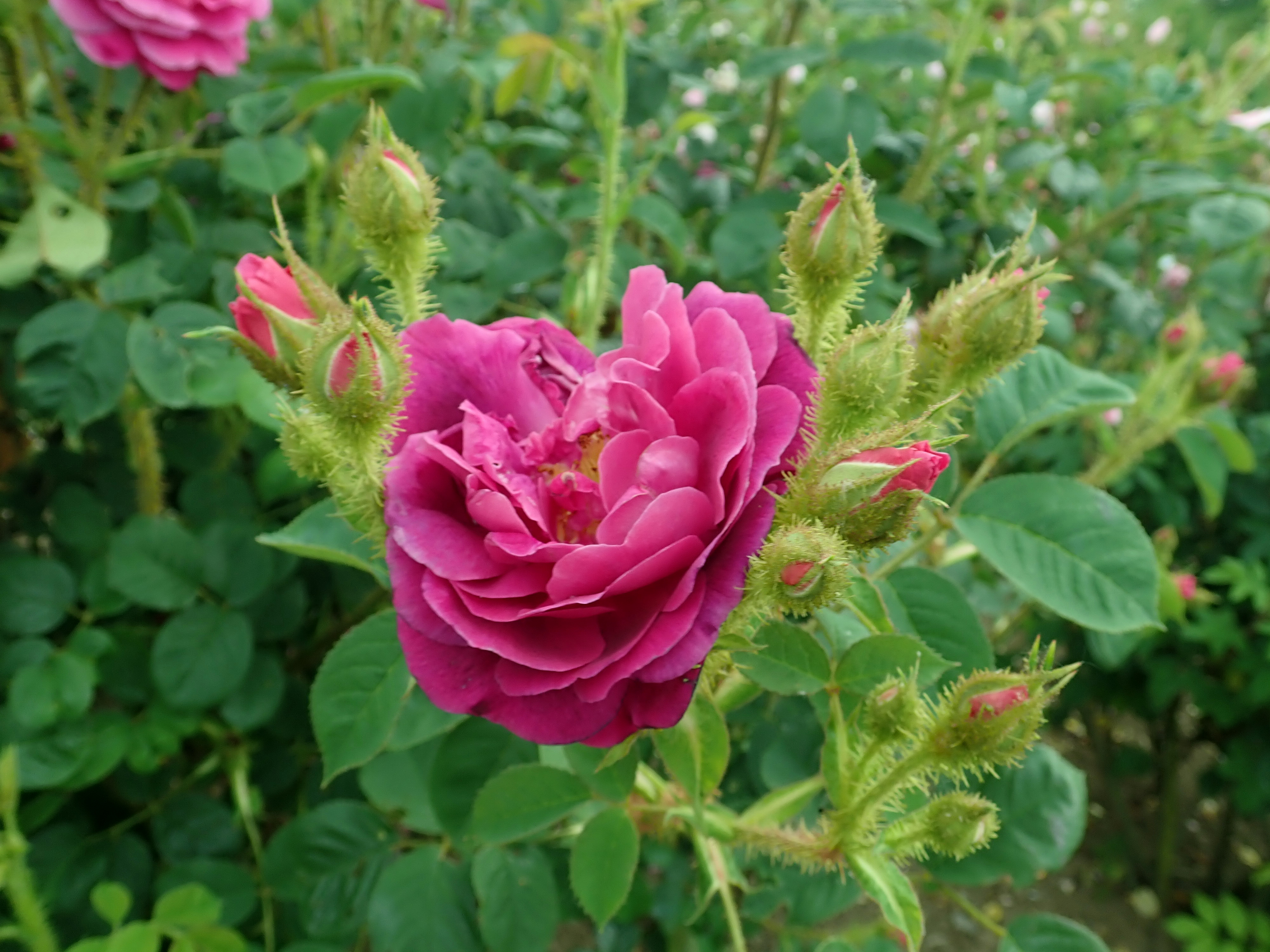
'Henri Martin'
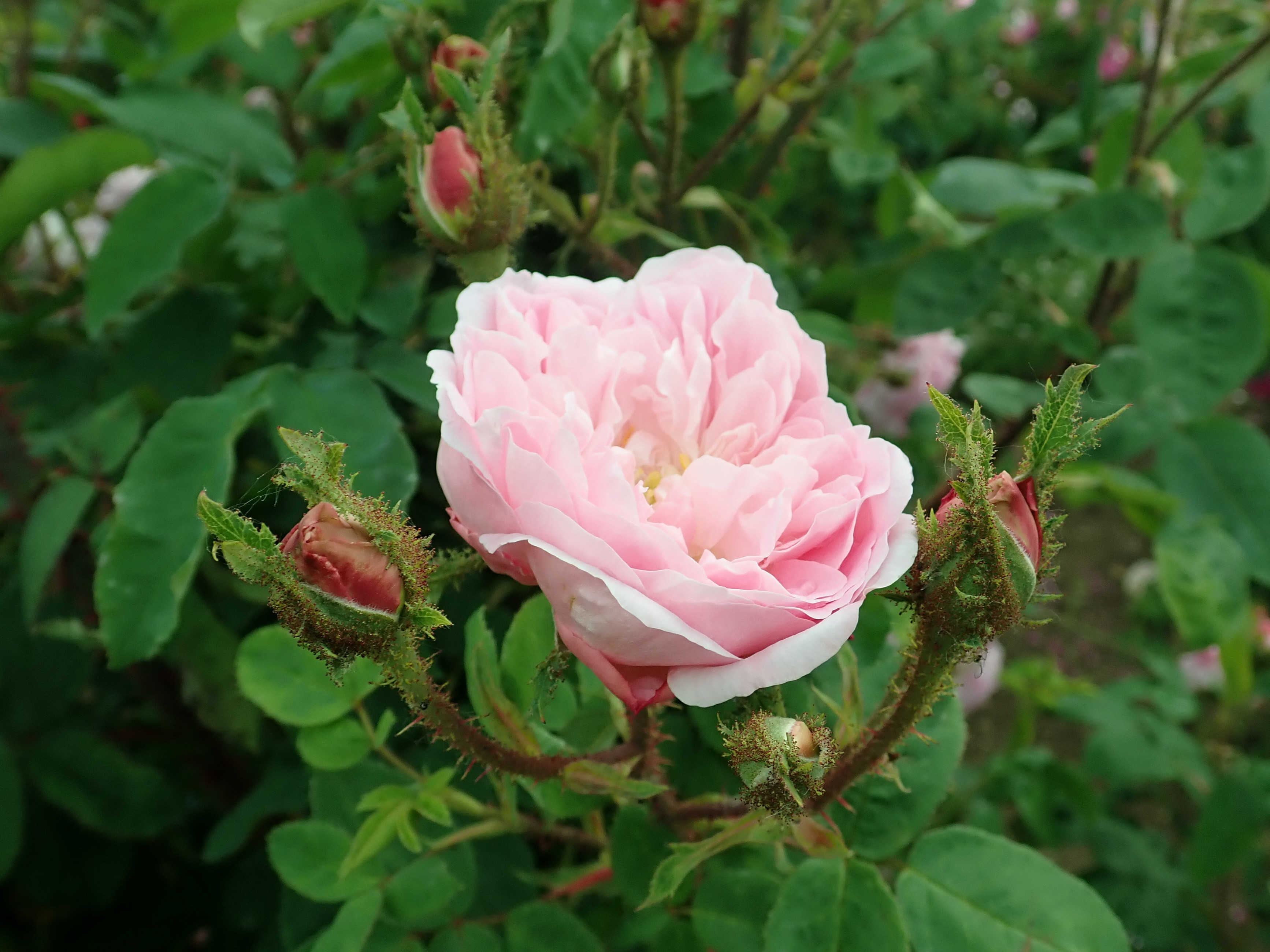
'Jeanne de Montfort'
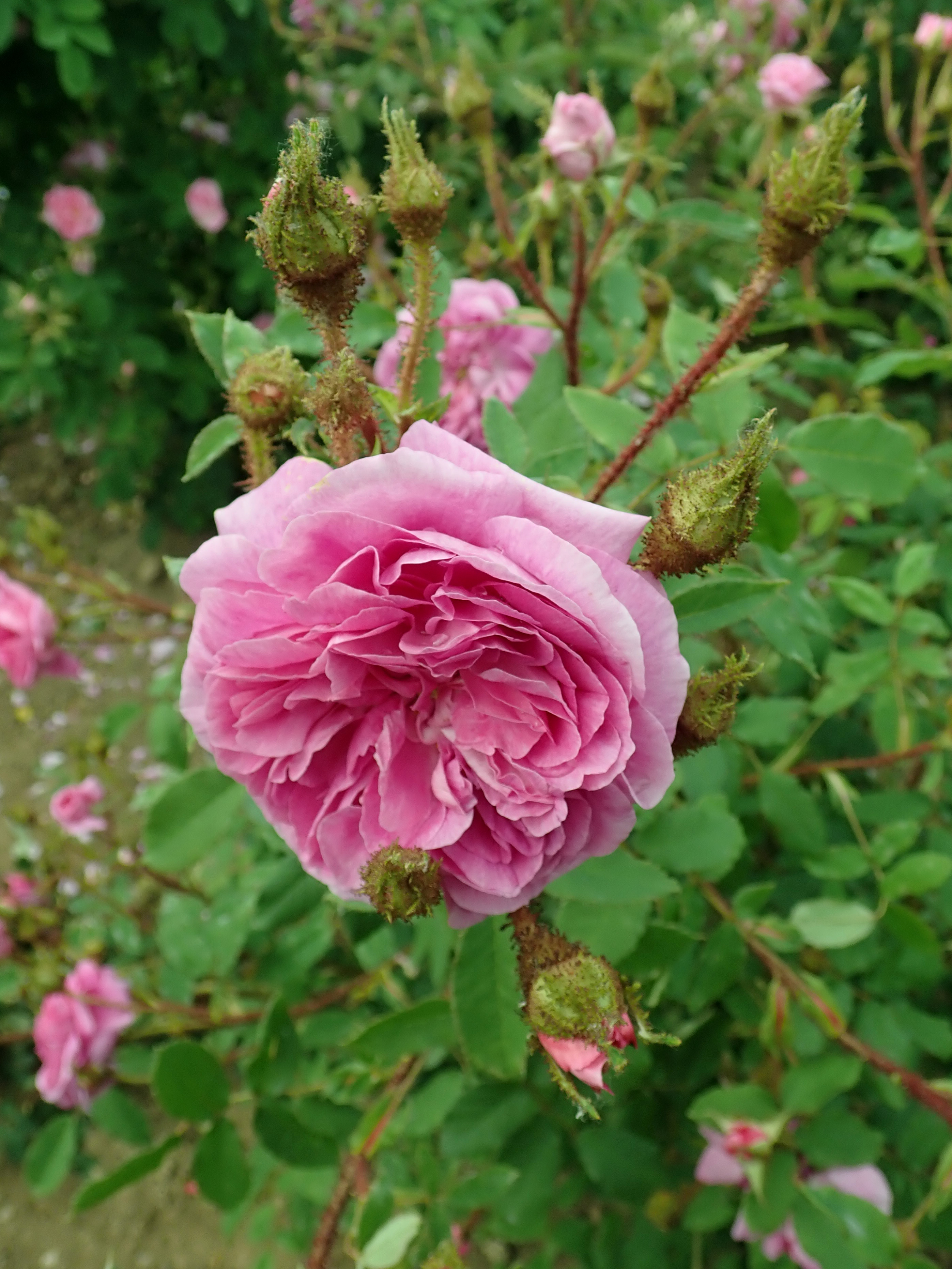
'Maréchal Davoust'
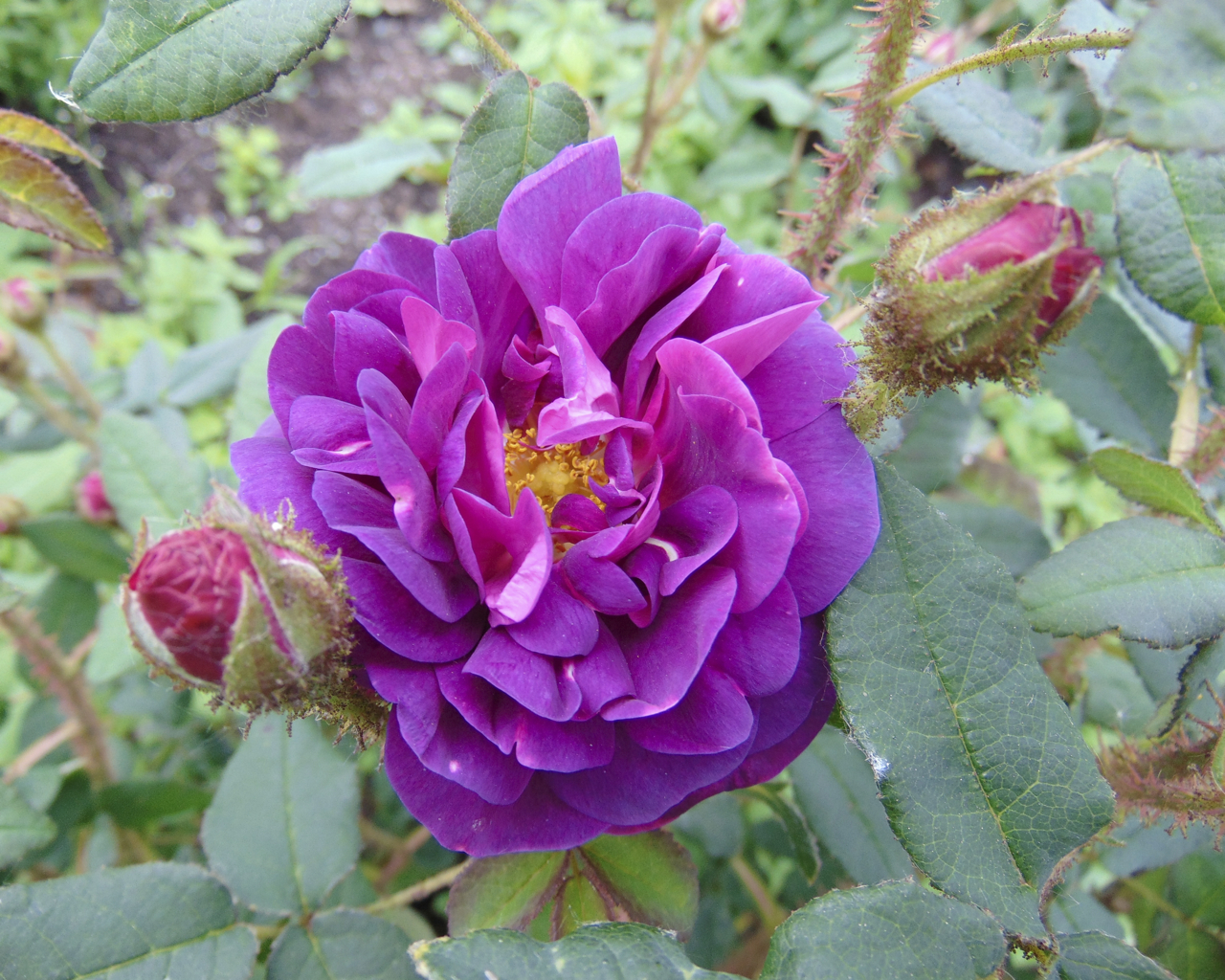
'Nuits de Young'
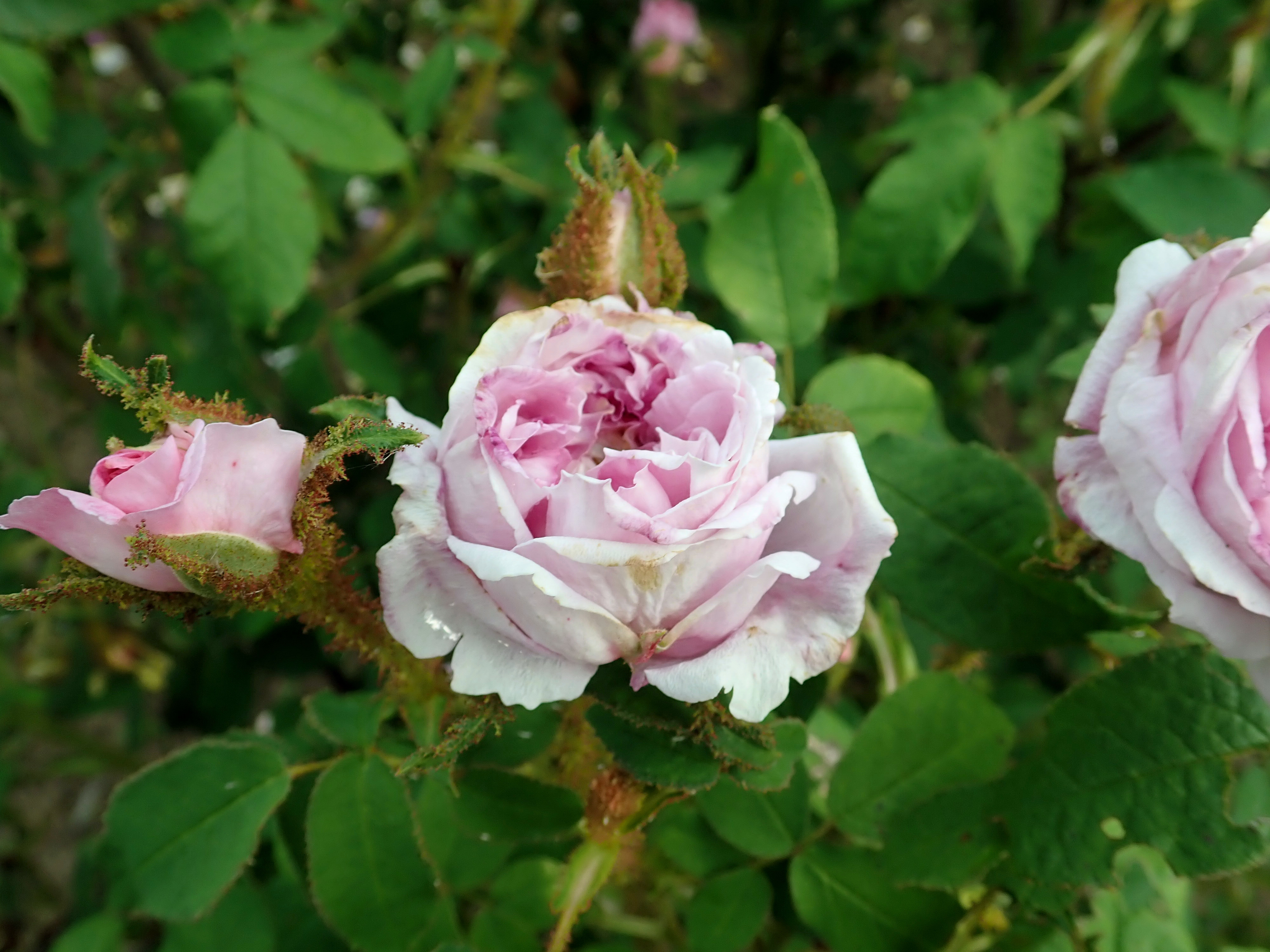
'Rotrou'